# Casnate con Bernate
Casnate con Bernate – miejscowość i gmina we Włoszech, w regionie Lombardia, w prowincji Como.
Według danych na rok 2004 gminę zamieszkiwało 4369 osób, 873,8 os./km².